# Carpomys melanurus
Carpomys melanurus är en däggdjursart som beskrevs av Thomas 1895. Carpomys melanurus ingår i släktet Carpomys och familjen råttdjur. IUCN kategoriserar arten globalt som otillräckligt studerad. Inga underarter finns listade.
Denna gnagare förekommer i norra delen av ön Luzon i Filippinerna. Den vistas nära berget Mt. Data i regioner som ligger 2000 till 2500 meter över havet. Habitatet utgörs av fuktiga skogar.
Arten ansågs länge vara utdöd. 2008 hittades under en expedition i Mount Pulag nationalparken en individ i växtligheten. Det var den första vetenskapliga observationen sedan 1896. Gnagaren fångades och uppvägdes med 185 gram. Den hade en mjuk rödbrun päls och en svart ansiktsmask kring ögonen. Öronen var avrundade och svansen var täckt med mörka hår.
Andra exemplar var med en absolut längd av 360 till 367 mm, inklusive en 180 till 183 mm lång svans och med en vikt av cirka 165 g lite mindre. De hade 32 till 34 mm långa bakfötter och cirka 20 mm långa öron. På buken förekommer vit päls.